# SM U-21 (1913)
SM U-21 – należący do Kaiserliche Marine niemiecki okręt podwodny o wyporności podwodnej 837 ton typu U-19, pierwszy okręt podwodny, który zatopił okręt przeciwnika podczas  I wojny światowej. U-21 był także pierwszym okrętem podwodnym, który zatopił wrogi okręt przy pomocy samodzielnie napędzającej się torpedy.
U-21 został zwodowany 8 lutego 1913 w stoczni Kaiserliche Werft w Gdańsku, do służby w marynarce wojennej Cesarstwa Niemieckiego wszedł 22 października 1913 roku. Po wybuchu Wielkiej Wojny, 5 września 1914 roku zatopił brytyjski lekki krążownik HMS „Pathfinder”, który tym samym stał się pierwszym okrętem zatopionym przez nowoczesny okręt podwodny. Podczas działań wojennych – pływając pod dowództwem Otto Hersinga – zatopił 40 jednostek (113 580 ton) oraz uszkodził dwie (8918 ton). U-21 przetrwał wojnę, zatonął jednak 22 lutego 1919 roku podczas holowania do brytyjskiego portu, po kapitulacji Niemiec.
Ze znaczących sukcesów, zatopił brytyjskie pancerniki HMS „Triumph” i „Majestic” oraz francuski krążownik pancerny „Amiral Charner”.